# Gerhard Henning
Gerhard Henning, född 27 maj 1880 i Stockholm, död 16 september 1967 i Hellerup i Danmark, var en svensk-dansk konstnär, främst känd för sina nakna kvinnoskupturer och verksam i perioder vid Den Kongelige Porcelænsfabrik. 

## Biografi

### Uppväxt och utbildning
Gerhard Henning var son till skräddaren August Henning Nilsson och Alma Sofia Göthberg, född 1880 i Stockholm. År 1882 flyttade familjen till Köpenhamn, därefter 1894 till Helsingborg och 1896 till Göteborg. Han arbetade som målarlärling samtidigt som han på kvällarna studerade vid Slöjdföreningens skola 1897-1898. Där blev han vän med Ivar Arosenius. År 1898 blev båda elever på Valands konstskola under ledning av Carl Wilhelmson. Gerhard Henning och Ivar Arosenius sökte sedan till Konstakademien i Stockholm. Ivar Arosenius blev antagen, men inte Gerhard Henning. Båda två flyttade dock till Stockholm, där Gerhard Henning hade blivit antagen vid Konstnärsförbundets skola. Snart lämnade Ivar Arosenius Konstakademien på grund av otrivsel med ledningen och Gerhard Henning lämnade Konstnärsförbundets skola. Han bosatte sig på det konstnärshem, som mecenaten och konstsamlaren Ernest Thiel hade startat. År 1900 återvände han till Göteborg för att börja på Valands konstskola. Det dröjde inte heller länge tills också Ivar Arosenius flyttade till Göteborg. Där bildades ett kotteri runt de båda, i vilket bland andra Ole Kruse ingick.
Gerhard Henning vid denna tid ännu inte hittat sin särart. Han betraktade med intresse många av de gamla mästarna. Mest påverkades säkert hans tecknande och måleri av Ivar Arosenius. Genom ett stipendium från Otto och Charlotte Mannheimer kom Henning till Rom, där han framför allt studerade skulptur på museerna. Åren 1907-08 kom genombrottet. Vid det laget delade han ateljé med Filip Wahlström i Göteborg.

### Den Kongelige Porcelænsfabrik
Från 1909 till 1914 var han anställd på Den Kongelige Porcelænsfabrik i Köpenhamn. Där skapade han sina mest kända figurer, som Nickedockan Anne-Marie (1909), Faun och Nymf (1910), Prinsessan på ärten (1911, för vilken han; vann guldmedalj i Paris) och Kinesisk brud (1922). Vid sidan om fortsatte han med sin egen konst. År 1914 var han trött på porslinsfigurer och lämnade företaget, men blev kvar i Köpenhamn. Åren 1920-25 arbetade han under en andra period på porslinsfabriken.

### Karriären
Under 1920-talet kom han igång med skulpterandet på allvar. År 1924 hade han sin första separatutställning. Två år senare vann han en pristävling om utsmyckning i Malmö med en skulptur av en sittande flicka. Den förverkligades senare som skulpturen Öresund. År 1937 mottog han Thorvaldsenmedaljen. Under 1930-talet blev han dansk medborgare.
Henning är representerad vid bland annat Göteborgs konstmuseum och Nationalmuseum i Stockholm.

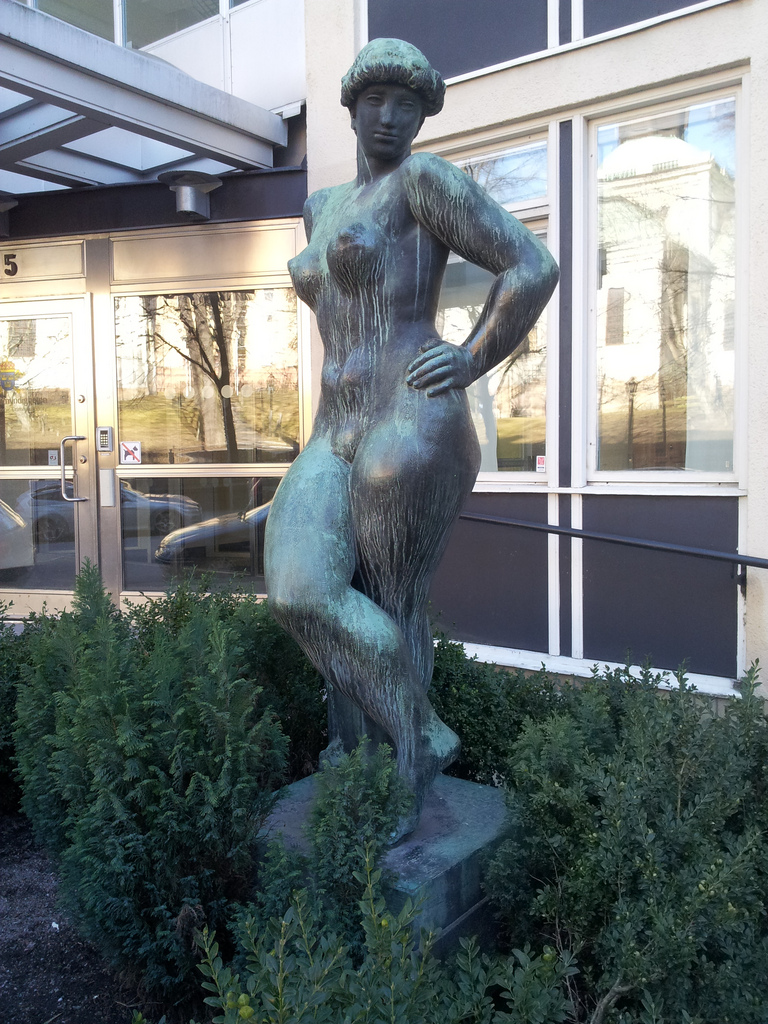
Ingeborg i Stockholm
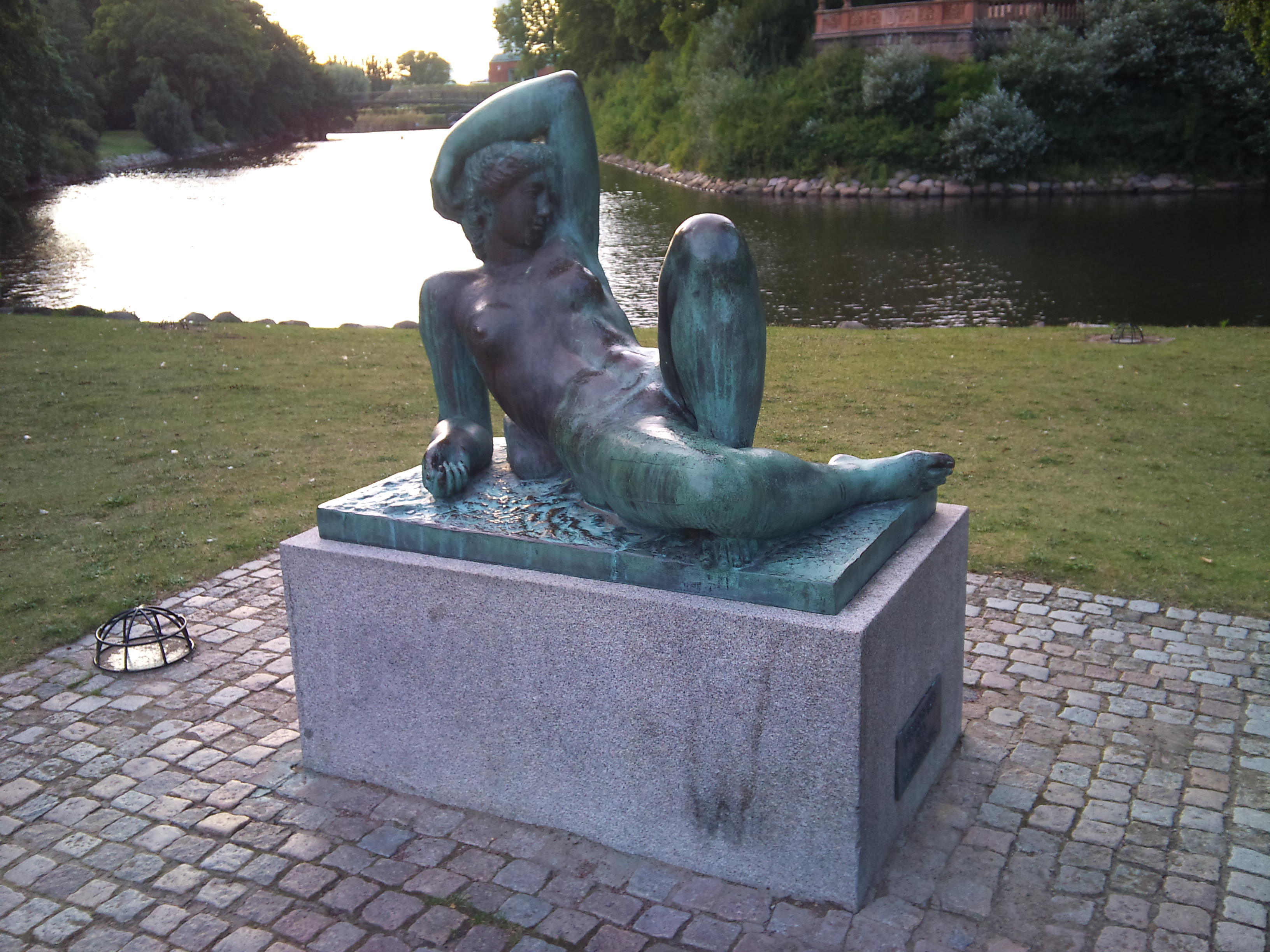
Liggande flicka i Malmö
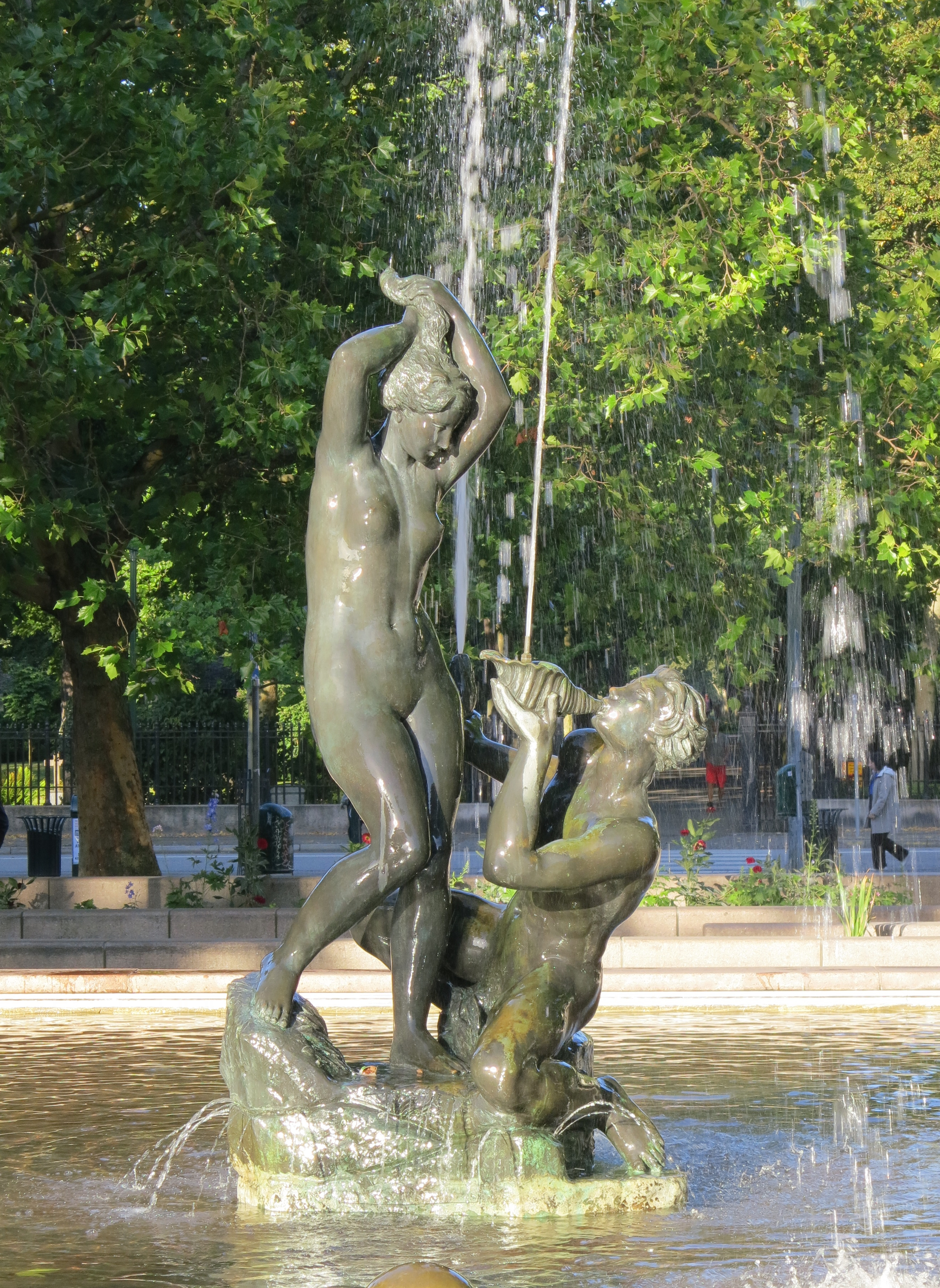
Öresund i Malmö

### Familj
Gerhard Henning var gift med väverskan och textilkonstnären Gerda Henning (1891-1951). Båda ligger begravda på Holmens Kirkegård i Köpenhamn.

## Konstverk

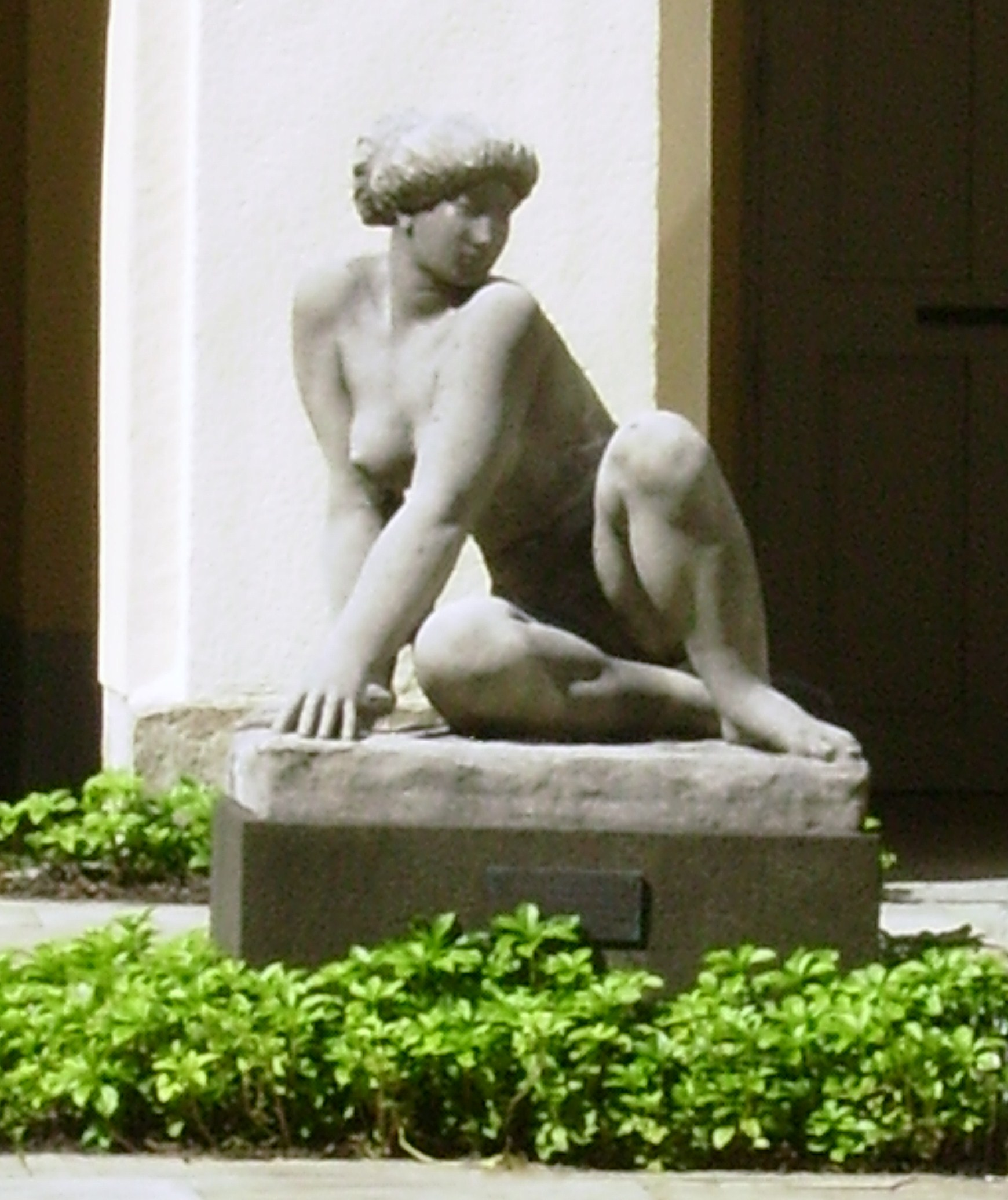
Sittande flicka i Göteborg.

### Sittande flicka
Skulpturen Sittande flicka visades 1939 på konstbiennalen Nordisk konst, i den nybyggda Mässhallen i Göteborg. Den köptes då av Consuela Colliander som senare skänkte den till Göteborgs rådhus, där hennes man Ernst Colliander var verksam som rådman.
Våren 2023 lade Stina Svensson, gruppledare och talesperson för Feministiskt initiativ i Göteborg en motion om att ta bort statyn från rådhusets innergård eftersom den enligt henne objektifierar kvinnor och representerar en rest från tiden då ”kvinnans kropp var ett objekt för den manliga konstnärsblicken och till för allmän försköning”. Kommunstyrelsen i Göteborg sade nej till begäran om att ta bort statyn.

### Offentliga verk i urval
- Öresund, brons, uppställd 1934 i Gustav Adolfs torg i Malmö
- Torso (1928) Olle Olsson Hagalund-museets trädgård i Solna
- Liggende pige, brons, Slottsparken i Malmö 1961, Grønningen i Köpenhamn 1966 och utanför folkbiblioteket i Viby i Århus 1967
- Blomsterflickan (?) brons, uppställd 1947 i Liseberg i Göteborg
- Danaë (1927), brons, uppställd 1967 i Kongens Have i Odense i Danmark
- Sittande flicka (1939?) konststen, uppställd på Göteborgs rådhus innergård.
- Faaborg flickan, brons, uppställd 1942 i Fåborgs stadion i Danmark.
- Dansk pige eller Ingeborg, brons, uppställd 1955 utanför konstmuseet i Bergen i Norge och 1958 på Hantverkargatan på Kungsholmen i Stockholm. Ingeborg finns även i Göteborgs konstmuseums samling.
- Susanne, brons, uppställd 1964 utanför sjukhuset i Glostrup kommun i Danmark.